# 20023 Jackmegas
20023 Jackmegas este o planetă minoră (asteroid), cu un diametru de 7,153 km, din centura de asteroizi. A fost descoperită pe 9 ianuarie 1992 la Observatorul Palomar de Eleanor F. Helin. 
Obiectul prezintă o orbită caracterizată de o semiaxă mare de 2,6325061 UAi, o excentricitate de 0,18, o înclinație de 10,67048 ° în raport cu ecliptica.